# Hołowky (przystanek kolejowy)
Hołowky (ukr. Головки) – przystanek kolejowy w miejscowości Hołowky, w rejonie korosteńskim, w obwodzie żytomierskim, na Ukrainie. Położony jest na linii Kijów – Korosteń – Kowel.